# Hege Hansen
Hege Hansen est une footballeuse internationale norvégienne, née le 24 octobre 1990, évoluant au poste d'attaquant. Elle joue avec le club de Klepp IL et en équipe de Norvège.

## Biographie

### En équipe nationale
Elle reçoit sa première sélection en équipe de Norvège le 17 janvier 2012, lors d'un match amical face à la Suède.
C'est lors de deux rencontres des éliminatoires de l'Euro 2013 qu'elle marque ses premiers buts : le 31 mars 2012 face à la Bulgarie (victoire 3-0) avec un doublé; doublé qu'elle récidive quelques jours plus tard face à la Hongrie (victoire 5-0). 
Elle participe à la Coupe du monde 2015 organisée au Canada, mais en restant sur le banc des remplaçants.

## Palmarès
- Vice-championne de Norvège en 2016 avec l'Avaldsnes IL